# Sant Sadurní de Sallent
Sant Sadurní de Sallent, o Sant Serni, és l'església de Sallent de Castellbò, en el municipi de Montferrer i Castellbò (Alt Urgell), inclosa en l'Inventari del Patrimoni Arquitectònic de Catalunya.

## Descripció
És una església d'una sola nau, orientada al nord i capçada amb capçalera plana. Presenta una coberta en volta de canó que sosté un llosat a doble vessant. A la façana meridional hi ha la porta d'accés, arc rebaixat i descentrada cap a ponent respecte l'eix de simetria del mur. Un campanar d'espadanya d'un sol ull, parcialment ensorrat, culmina aquesta façana. La construcció és rústega de pedres sense fer filades.

## Història
La primera notícia relativa a Sallent data de l'any 1010. L'any 1068 hi ha un nou esment que, com l'anterior, presenta altres topònims vinculats amb la vall de Castellbò, motiu que permet diferenciar-lo de la població de Sallent de Nargó del municipi de Coll de Nargó. L'església de Sallent, junt amb la de Sant Climent de Sallent (futur Sant Climent de la Torre), apareix en la relació de la dècima del Bisbat d'Urgell de 1391, dins del deganat de l'Urgellet. L'església de Sant Serni depenia de Sant Vicenç de Sendes, i posteriorment fou annexionada a la parròquia de Santa Maria de Castellbò.